# Wielki Boston
Wielki Boston (nazywany także Boston–Cambridge–Newton) – obszar metropolitalny w stanie Massachusetts, w północno-wschodniej części Stanów Zjednoczonych, nad Zatoką Massachusetts. Pod koniec 2020 roku stracił historyczną pozycję wśród 10 największych metropolii Stanów Zjednoczonych, na rzecz obszaru metropolitalnego Phoenix.
Region ten odegrał kluczową rolę w historii Stanów Zjednoczonych, od osadnictwa purytanów przez amerykańskie bitwy rewolucyjne po bogate uniwersytety. W XXI wieku miasto wyłoniło się jako dobrze prosperujące i kosmopolityczne centrum technologii, edukacji i badań medycznych.

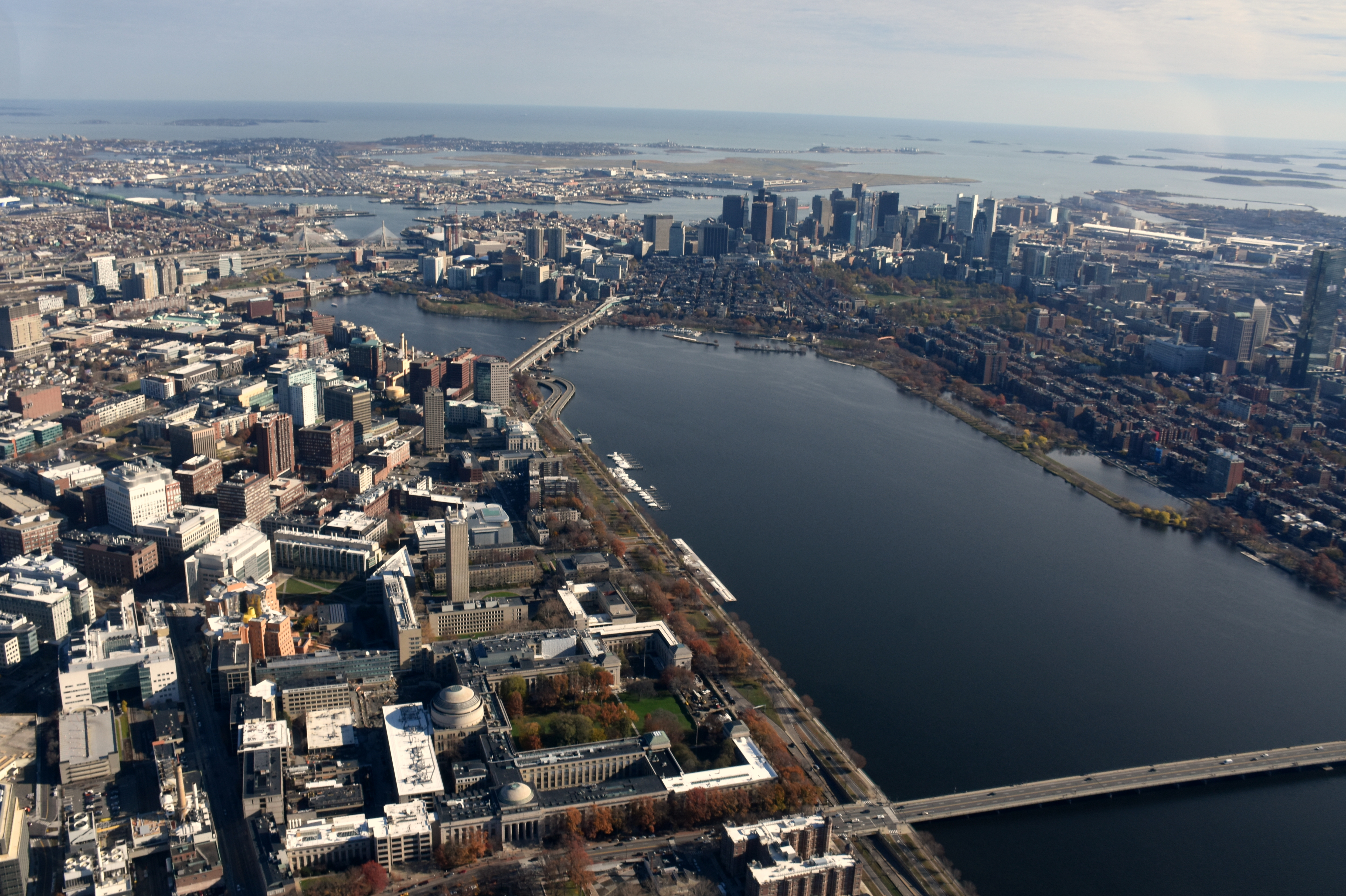
Widok na rzekę Charles w Bostonie

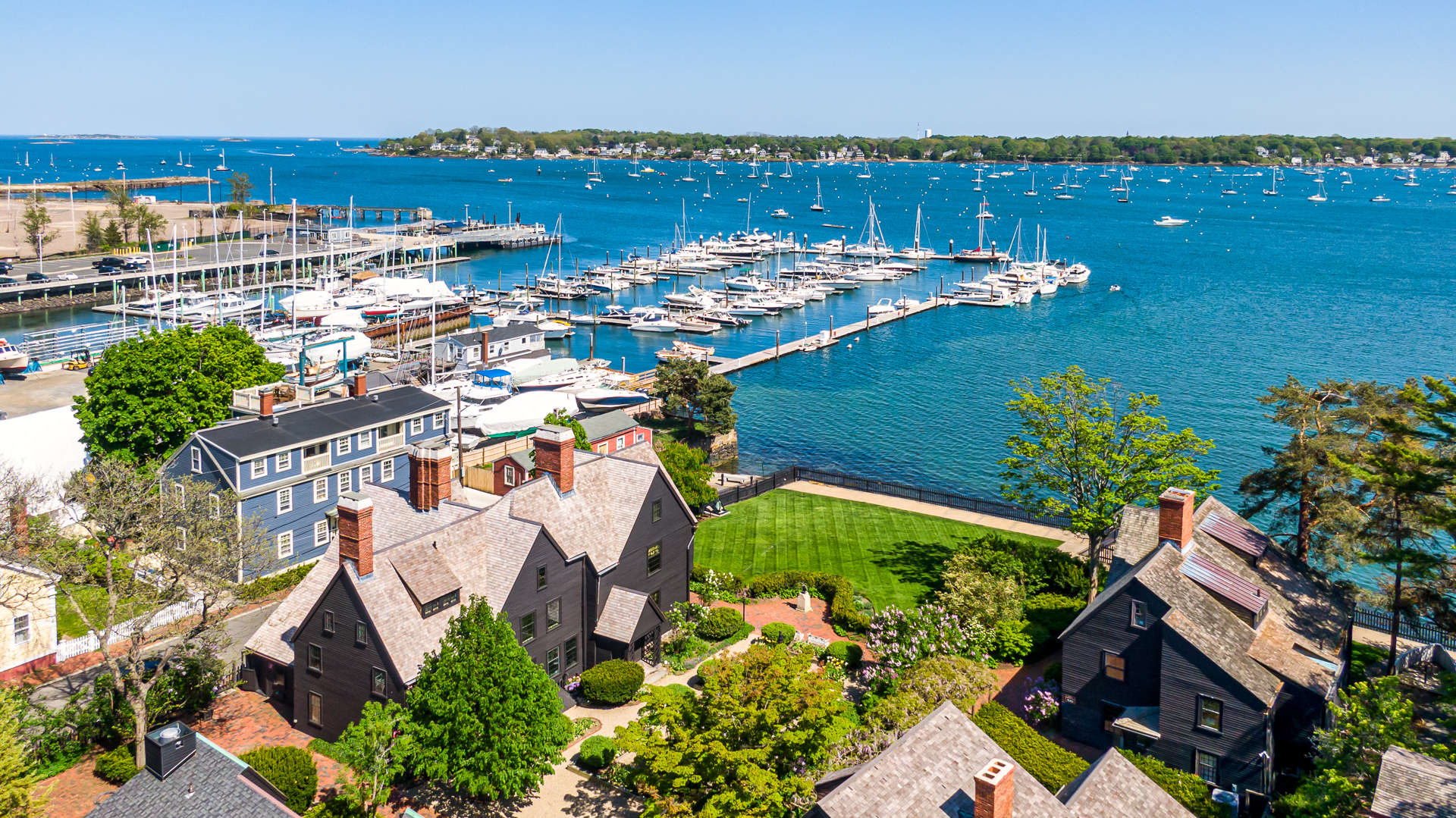
Port morski w Salem

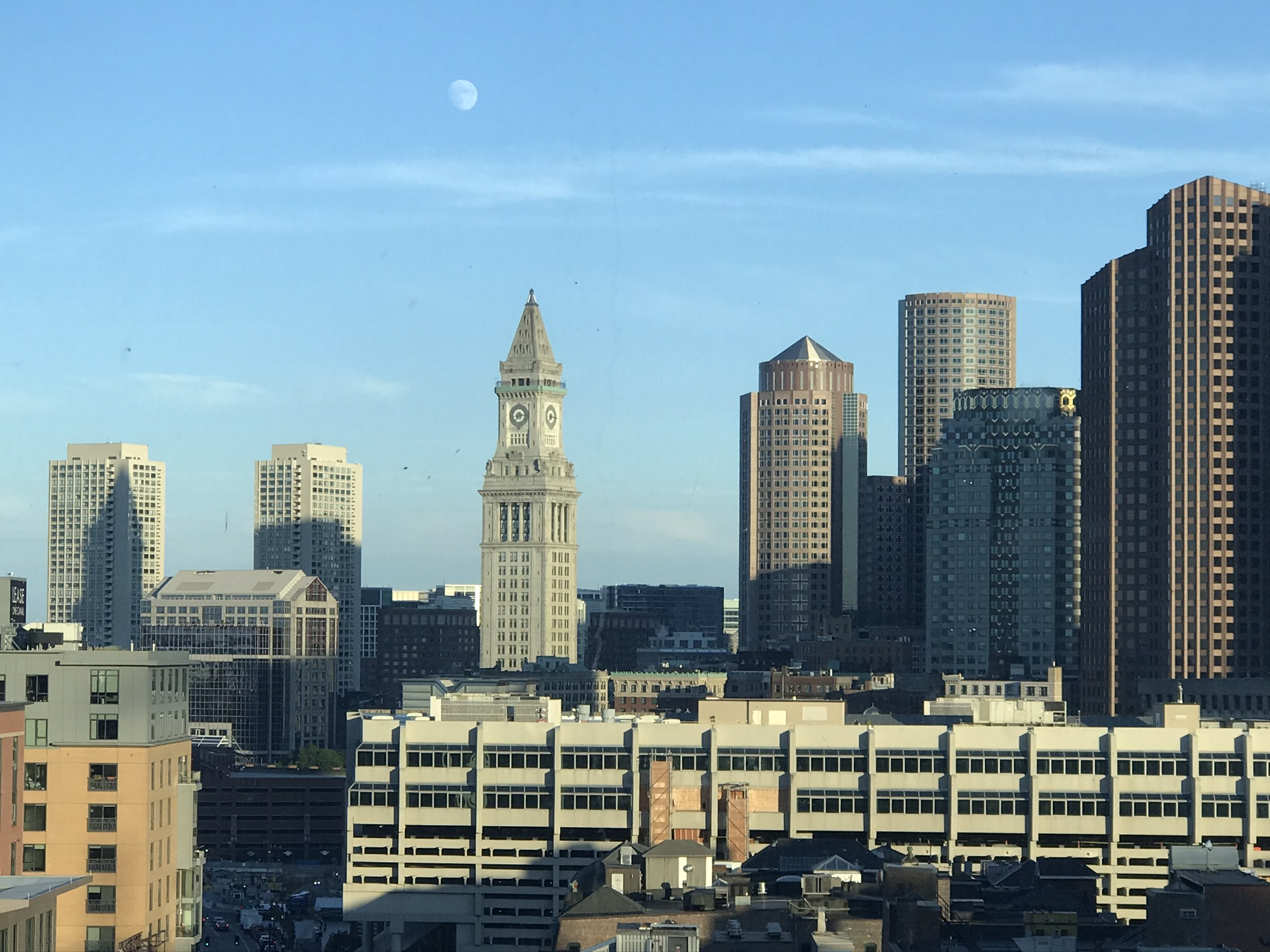
Wieża Custom House w dzielnicy finansowej Bostonu

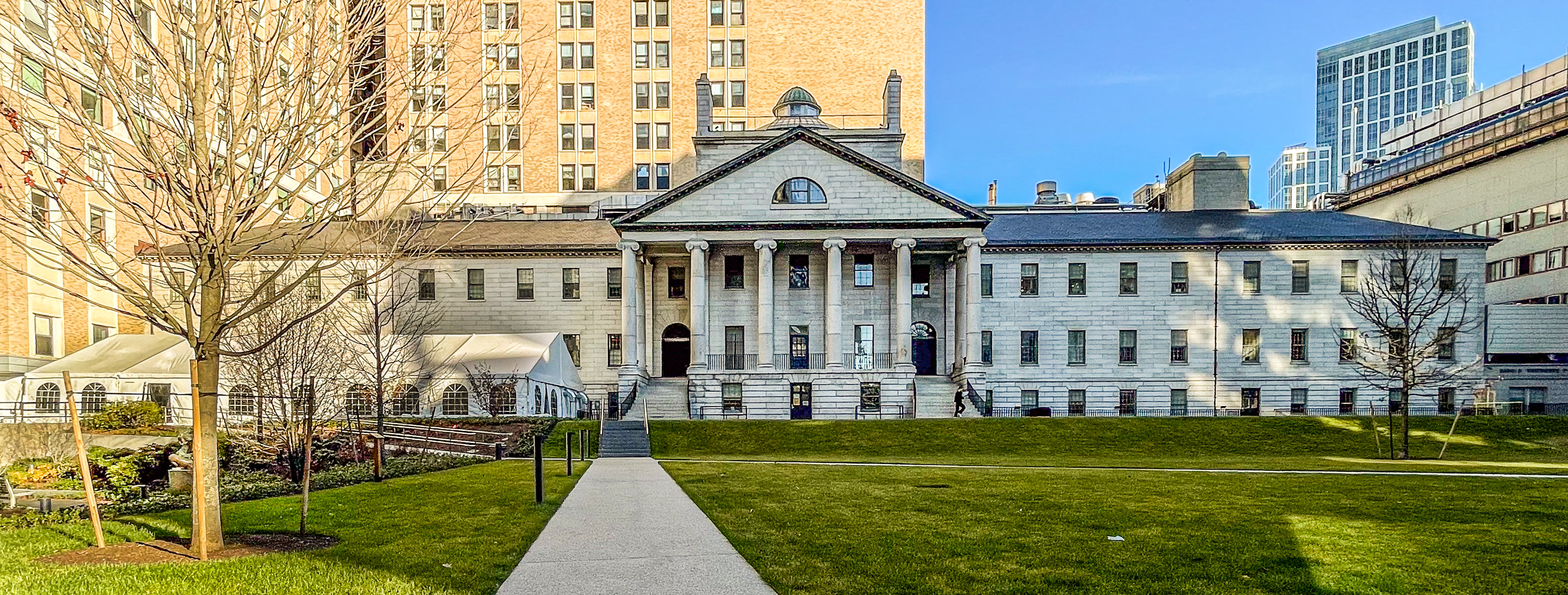
Zabytkowy budynek Szpitala Ogólnego w Massachusetts

## Większe miasta
- Boston (675,6 tys.[3])
- Cambridge (118,4 tys.)
- Lowell (115,6 tys.)
- Brocton (105,6 tys.)
- Quincy (101,6 tys.)
- Lynn (101,3 tys.)
- Nashua (New Hampshire) (91,3 tys.)
- Lawrence (89,1 tys.)
- Newton (88,9 tys.)
- Somerville (81 tys.)
- Framingham (72,4 tys.)
- Haverhill (67,8 tys.)
- Malden (66,3 tys.)
- Waltham (65,2 tys.)
- Brookline (63,2 tys.)
- Revere (62,2 tys.)
- Plymouth (61,2 tys.)
- Medford (59,7 tys.)
- Weymouth (57,4 tys.)
- Peabody (54,5 tys.)
- Methuen (53,1 tys.)

## Gospodarka
Na początku swojej historii Boston zyskał miano centrum przetwarzania wełny i produkcji odzieży, tekstyliów, butów i wyrobów skórzanych. Chociaż przemysł obuwniczy i tekstylny ucierpiały w ostatnich dziesięcioleciach, nadal mają znaczący wkład w gospodarce miasta.
Obecnie gospodarka metropolitalnego Bostonu opiera się przede wszystkim na zaawansowanych technologiach, finansach, usługach profesjonalnych i biznesowych, przemyśle obronnym oraz instytucjach edukacyjnych i medycznych. Opieka zdrowotna, finanse i ubezpieczenia, oraz szkolnictwo wyższe odpowiadają za ok. 74% całego zatrudnienia w Bostonie, czyli ok. 142 tys. miejsc pracy w 61 firmach.
Obszar Bostonu służy jako siedziba globalnych firm, takich jak Bain Capital, Converse, Boston Scientific, Fidelity Investments i State Street. Największym pracodawcą w mieście jest Szpital Ogólny w Massachusetts (Massachusetts General Hospital) zapewniający ponad 14 tys. miejsc pracy.

## Edukacja
Boston to globalne centrum szkolnictwa wyższego. Z ponad 50 kolegiami i uniwersytetami w obszarze metropolitalnym, miasto jest domem dla ponad 250 tysięcy studentów z całego świata. W rankingu Nature Index z 2022 roku Boston znalazło się na 4. miejscu wiodących miast naukowych na świecie (za Pekinem, Nowym Jorkiem i Szanghajem).
Uniwersytet Harvarda w Bostonie, jest nie tylko najstarszym uniwersytetem w Stanach Zjednoczonych, ale jednym z najbardziej znanych na świecie, zajmujący trzecie miejsce w rankingu QS World University Rankings. W rankingu U.S. News & World Report do najwyżej ocenianych uczelni należą także Massachusetts Institute of Technology (2. miejsce w krajowym rankingu), Boston College, Tufts University, Uniwersytet Bostoński, Northeastern University i Uniwersytet Brandeisa.

## Demografia
Według danych z 2021 roku metropolię zamieszkiwało 4 899 932 mieszkańców, z czego 67,8% stanowiła ludność biała (66,3% nie licząc Latynosów), 10,9% osoby rasy mieszanej, 8,5% Azjaci, 7,1% czarnoskórzy Amerykanie lub Afroamerykanie, 0,2% to rdzenni Amerykanie a 0,03% Hawajczycy i mieszkańcy innych wysp Pacyfiku. Latynosi stanowili 12% ludności aglomeracji.
Wśród osób deklarujących swoje pochodzenie do najliczniejszych grup należą osoby pochodzenia irlandzkiego (19,4%), włoskiego (11,3%), angielskiego (10,2%), francuskiego (6,4%) i niemieckiego (5,5%). Wśród osób pochodzenia latynoskiego największe grupy stanowią osoby pochodzenia dominikańskiego (3,5%) i portorykańskiego (2,6%).
Większość Azjatów stanowią Chińczycy (3,4%) i Hindusi (2,0%). Aglomerację zamieszkiwało także 140,5 tys. osób polskiego pochodzenia (2,9%).

## Religia

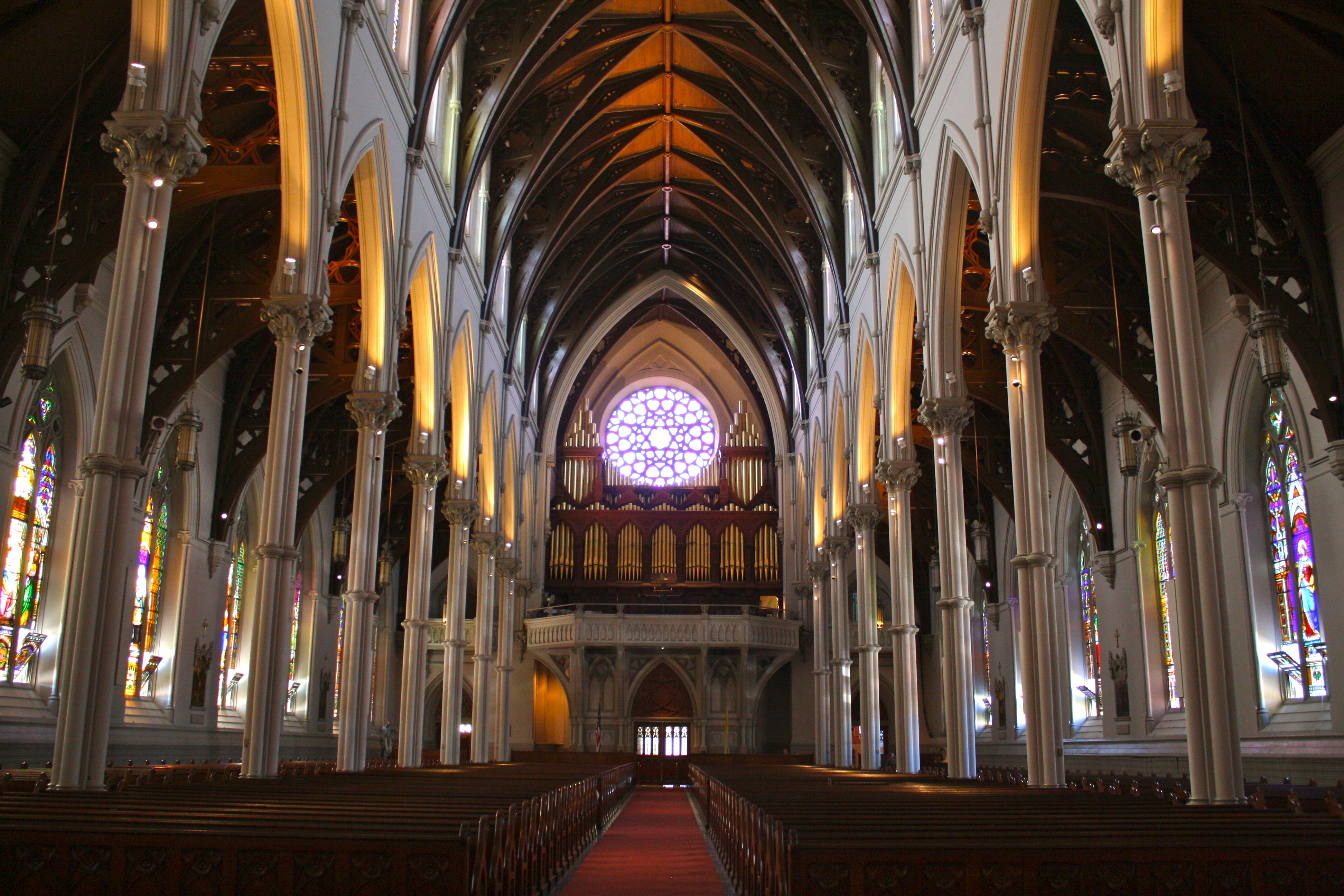
Wnętrze katolickiej Katedry Św. Krzyża, która jest największą katedrą w Nowej Anglii.

Boston – kolebka purytanizmu w Ameryce Kolonialnej, miasto znane jako najbardziej katolicka aglomeracja USA w XX wieku – w XXI wieku stało się jednym z najbardziej świeckich. Badania pokazują ogromny spadek odsetka osób, które nazywają siebie katolikami, z 44% w 2007 roku do 32% w roku 2017.
Struktura religijna w 2014 roku, według Pew Research Center:
- chrześcijaństwo – 57%:
  - katolicy – 29%,
  - protestanci – 25% (gł.: baptyści, kongregacjonaliści, ewangelikalni, anglikanie, metodyści i zielonoświątkowcy),
  - prawosławni i kościoły wschodnie – 2% (gł. Grecka Prawosławna Archidiecezja Ameryki),
  - pozostali – 1% (gł. mormoni i świadkowie Jehowy),
- brak religii – 33% (w tym: 9% agnostycy i 4% ateiści),
- żydzi – 4%,
- pozostałe religie – 6% (w tym: unitarianie uniwersaliści, scjentyści, muzułmanie, buddyści, hinduiści, bahaiści, spirytualiści, Kościół Jedności i sikhowie[13]).